# ليزلي هونغ
ليزلي هونغ (بالإنجليزية: Leslie Kong)‏ هو ملحن ومنتج أسطوانات جامايكي، ولد في 20 ديسمبر 1933 في كينغستون في جامايكا، وتوفي بنفس المكان في 9 أغسطس 1971 بسبب نوبة قلبية.

## وصلات خارجية
- ليزلي هونغ على موقع IMDb (الإنجليزية)
- ليزلي هونغ على موقع الموسوعة البريطانية (الإنجليزية)
- ليزلي هونغ على موقع ميوزك برينز (الإنجليزية)
- ليزلي هونغ على موقع أول ميوزيك (الإنجليزية)
- ليزلي هونغ على موقع ديسكوغز (الإنجليزية)